# Museo Ratón Pérez
El museo del Ratón Pérez se encuentra en Madrid en el lugar en el que, según cuenta la tradición, vivió el roedor con su familia, en la calle Arenal 8.

## Historia del Ratón Pérez
El Ratón Pérez es un personaje que surgió en el siglo XIX obra del padre Luis Coloma, el cual por aquel entonces era un Jesuita que hacia la función de consejero de la Corona. A este mismo se le encomendó realizar un cuento para Alfonso XIII a quien se le había caído un diente de leche. Coloma se encargó de la elaboración del cuento y así surgió el Ratón Pérez, en este relato se decía que cerca del Palacio Real vivía un roedor en una caja de galletas mágica que se guardaba en el almacén de la confitería Prast y se encargaba de visitar a los niños que se les caían los dientes de leche para cambiarlos por regalos, tal y como era el caso de Alfonso XIII.

## Distribución del museo
El Museo abarca dos locales, con tres salas: Pirámide, Despacho de Pérez y Maqueta de su casa familiar. Cuenta con una sala audiovisual a la que se accede en primer lugar y da pie a la explicación de la historia del roedor. A lo largo de las salas del museo hay distribuidas 9 puertas pequeñas que los visitantes deben buscar. También cuenta con una tienda al final del recorrido que hace a su vez de recepción.

## Localización del museo
La localización del museo tiene un sentido en específico, se encuentra en Madrid en el lugar en el que, según cuenta la tradición, vivió el roedor con su familia, en la calle Arenal 8 tal y como cuenta el relato infantil.

## Precios y disponibilidad
Actualmente el precio de la entrada es de 5 € por persona. 
El museo no cuenta con una adaptación para personas que tengan cualquier tipo de minusvalías.

Los lunes el museo esta cerrado, de martes a sábados esta abierto al público desde las 11 horas del día hasta las 14 horas y de las 17 horas del día hasta las 20 horas y los domingos el museo está abierto al público desde las 11 horas del día hasta las 14:30 horas.